# Gianni Moscon
Gianni Moscon (* 20. April 1994 in Trient) ist ein italienischer Radrennfahrer.

## Sportliche Laufbahn
Gianni Moscon begann mit dem Radsport im Alter von „sechs oder sieben“ Jahren, wie er selber sagt. In diesen Jahren gewann Gilberto Simoni, der aus derselben Gegend stammt wie Moscon, zweimal den Giro d’Italia, was diesen in seinem Willen bestärkte, Radsportler zu werden. Zunächst beendete er die Schule, dann wandte er sich verstärkt dem Sport zu.
2014 gewann Moscon den Piccolo Giro di Lombardia. Im Jahr darauf wurde er Zweiter der U23-Austragung der Flandern-Rundfahrt, gewann die Trofeo Città di San Vendemiano und das U23-Nationencup-Rennen Coppa dei Laghi-Trofeo Almar. Weiters wurde er italienischer U23-Meister im Straßenrennen und belegte im U23 Rennen der Straßen-Weltmeisterschaften den vierten Rang. Bei der Tour de l’Avenir lag er nach fünf Etappen auf dem fünften Gesamtrang, ehe er die Nachwuchsrundfahrt verließ.
In der Saison 2016 erhielt Moscon einen Vertrag beim britischen Team Sky, das ab der Saison 2021 unter dem Namen Ineos Grneadiers startete. Im Alter von 21 Jahren fuhr er somit bereits für ein UCI WorldTeam. In seiner ersten Saison gewann er die Bergankunft des Arctic Race of Norway und sicherte sich so den Gesamtsieg der Rundfahrt.
Im Jahr 2017 bestritt zum zweiten Mal die Flandern-Rundfahrt und Paris–Roubaix, wobei er bei letzterem Fünfter wurde und Teil der fünf Fahrer umfassenden Spitzengruppe war, die im Velodrome um den Sieg sprintete. Nach den Frühjahresklassikern wurde er italienischer Meister im Zeitfahren und startete im Spätsommer bei der Vuelta a España 2017, wo er einmal Etappenzweiter wurde und den 27. Rang in der Gesamtwertung belegte. Den Gesamtsieg sicherte sich damals sein Teamkollege Chris Froome. Nach der Spanien-Rundfahrt holte er mit seinen Teamkollegen die Bronzemedaille im Mannschaftszeitfahren und wurde selbst sechster des Einzelzeitfahrens bei den Straßenradsport-Weltmeisterschaften in Bergen. Im Straßenrennen griff er gemeinsam mit Julian Alaphilippe auf den letzten Kilometern an und belegte schlussendlich den 29. Rang, ehe er im Nachhinein disqualifiziert wurde. Zum Abschluss der Saison stand er als Dritter auf dem Podium der Lombardei-Rundfahrt.
Nach guten Leistungen bei im Frühjahr des Jahres 2018 wurde er für seine erste Tour de France nominiert, wo er als Helfer von Chris Froome und Geraint Thomas an den Start ging. Auf der 15. Etappe wurde er nach einer Handgreiflichkeit gegen Élie Gesbert neuerlich disqualifiziert und erhielt eine mehr wöchige Rennsperre. Bei seinem Comeback gewann er im September zunächst die Coppa Agostoni und war wenige Tage später auch beim Giro della Toscana erfolgreich. Bei den Straßenradsport-Weltmeisterschaften auf dem anspruchsvollen Rundkurs in Innsbruck belegt er den fünften Rang, ehe er seinen nationalen Titel im Zeitfahren verteidigte. Am Ende der Jahres gewann Moscon eine Etappe der Tour of Guangxi und sicherte sich wenige Tage später auch die Gesamtwertung der UCI-WorldTour-Rundfahrt.
In den beiden nachfolgenden Jahren konnte Gianni Moscon nicht an seine früheren Leistungen anschließen. Er beendete jedoch im Jahr 2019 erstmals die Tour de France und unterstützte dabei Egan Bernal bei dessen Gesamtsieg. Bei den Straßenradsport-Weltmeisterschaften 2019 in Harrogate belegte er den Vierten Platz.

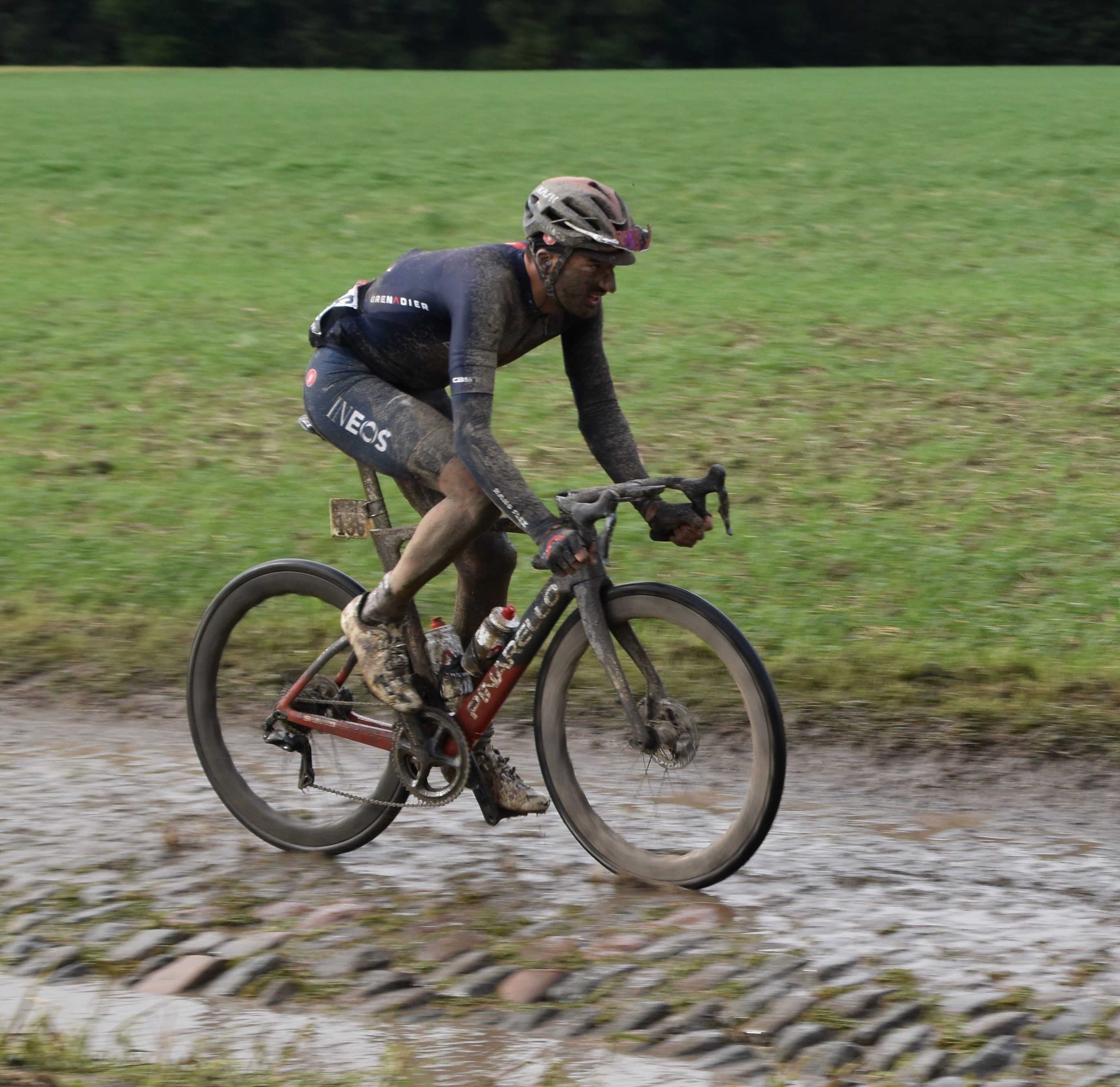
Gianni Moscon führt Paris–Roubaix 2021 als Solist an

Im Jahr 2021 gewann Moscon zwei Etappen der Tour of the Alps und unterstützte im Anschluss seinen Teamkollegen Egan Bernal bei dessen Gesamtsieg des Giro d’Italia 2021. Nach seinem Sieg beim Gran Premio di Lugano vertrat er Italien bei den Olympischen Spielen in Tokyo, wo er den 20. Platz im Straßenrennen belegte. Im Oktober ging er zum vierten Mal bei Paris–Roubaix an den Start und setzte sich rund 50 Kilometer vor dem Ziel als Solist von der Spitzengruppe ab. Rund 30 Kilometer vor dem Ziel führte Giani Moscon das Rennen immer noch mit mehr als einer Minute Vorsprung an, ehe er aufgrund eines Reifendefekts und Sturzes viel Zeit verlor. Rund 17 Kilometer vor dem Ziel wurde er schließlich eingeholt und belegte schlussendlich den vierten Platz.
Mit dem Jahr 2022 wechselte Gianni Moscon zum Astana Qazaqstan Team, konnte jedoch in den anschließenden beiden Jahren kein Rennen gewinnen. Im Jahr 2024 fuhr er für das Team Soudal Quick-Step.
Am 18. Oktober 2024 wurde bekanntgegeben, dass Moscon zur Saison 2025 zum Team Red Bull-Bora-hansgrohe wechseln wird.

## Disziplinarische Probleme
Bei den Straßenweltmeisterschaften 2017 belegte Gianni Moscon im Straßenrennen zunächst den 29. Rang, nachdem er in der Schlussphase des Rennens mit Julian Alaphilippe attackiert hatte. Er wurde jedoch disqualifiziert, da er nach einem Sturz durch den italienischen Coach Davide Cassani wieder an das Feld herangeführt worden war, indem er sich an der aus dem Begleitwagen gereichten Trinkflasche festhielt.
Während der Tour de Romandie 2017 beleidigte Moscon den dunkelhäutigen Fahrer Kévin Réza rassistisch. Nachdem Rezas Teamkollege Sébastien Reichenbach den Vorgang über Twitter veröffentlicht hatte, entschuldigte sich Moscon bei Reza. Sein Team Sky suspendierte Moscon für sechs Wochen und verpflichtete ihn zur Teilnahme an einem „diversity awareness course“, deutsch etwa „Vielfältigkeits-Sensibilisierungskurs“.
Im Oktober 2017 wurde er beschuldigt, bei den Tre Valli Varesine Reichenbach durch eine gefährliche Fahrweise zu Fall gebracht zu haben, der sich infolge des Sturzes den Ellenbogen gebrochen hatte. Im Juni 2018 wurde Moscon durch die Disziplinarkommission der Union Cycliste Internationale von diesem Vorwurf mangels Beweisen freigesprochen. Die Gazzetta dello Sport berichtete, dass es während der elfstündigen Anhörung widersprüchliche Zeugenaussagen gegeben habe.
Aufgrund eines Videobeweises wurde Moscon nach Ende der 15. Etappe der Tour de France 2018 disqualifiziert, da er während eines Positionskampfes kurz nach dem Start seinen Konkurrenten Élie Gesbert geschlagen hatte. Anfang August gab sein Team bekannt, dass Moscon solange nicht bei Rennen starten dürfe, bis eine abschließende Entscheidung der Disziplinar-Kommission der UCI vorliege. Wenige Tage später gab die UCI bekannt, dass Moscon für fünf Wochen bis zum 12. September gesperrt sei. Dadurch konnte er weder bei der Vuelta a España noch bei den WorldTour-Rennen in Kanada starten, jedoch an den Straßenweltmeisterschaften teilnehmen.
Im März 2020 wurde Moscon bei Kuurne–Brüssel–Kuurne disqualifiziert. Nach einem Massensturz hatte er ein auf seinem Rennrad liegendes Rad in Richtung eines Konkurrenten geworfen und diesen am Oberkörper getroffen.

## Erfolge
2012
- Gesamtwertung Giro della Lunigiana (Junioren)

2014
- Piccolo Giro di Lombardia

2015
- Trofeo Città di San Vendemiano
- Italienischer Meister – Straßenrennen (U23)
- Coppa dei Laghi-Trofeo Almar

2016
- Gesamtwertung und eine Etappe Arctic Race of Norway

2017
- Italienischer Meister – Einzelzeitfahren
- Weltmeisterschaft – Mannschaftszeitfahren

2018
- Mannschaftszeitfahren Critérium du Dauphiné
- Coppa Agostoni
- Giro della Toscana
- Italienischer Meister – Einzelzeitfahren
- Gesamtwertung, eine Etappe und Nachwuchswertung Tour of Guangxi

2021
- zwei Etappen Tour of the Alps
- GP Lugano

## Wichtige Platzierungen
| Grand Tour            | 2016 | 2017 | 2018 | 2019 | 2020 | 2021 | 2022 | 2023 | 2024 | 2025 |
| --------------------- | ---- | ---- | ---- | ---- | ---- | ---- | ---- | ---- | ---- | ---- |
| Giro d’ItaliaGiro     | –    | –    | –    | –    | –    | 24   | –    | 107  | –    | 121  |
| Tour de FranceTour    | –    | –    | DSQ  | 84   | –    | –    | DNF  | 135  | 86   | 105  |
| Vuelta a EspañaVuelta | –    | 27   | –    | –    | –    | –    | –    | –    | –    |      |

| Weltmeisterschaft        | 2016 | 2017 | 2018 | 2019 | 2020 | 2021 | 2022 | 2023 | 2024 |
| ------------------------ | ---- | ---- | ---- | ---- | ---- | ---- | ---- | ---- | ---- |
| StraßenrennenStraße      | –    | DSQ  | 5    | 4    | –    | 58   | –    | –    | –    |
| EinzelzeitfahrenEZF      | –    | 6    | –    | –    | –    | –    | –    | –    | –    |
| MannschaftszeitfahrenMZF | –    | 3    | 4    | –    | –    | –    | –    | –    | –    |

| Monument                 | 2016 | 2017 | 2018 | 2019 | 2020 | 2021 | 2022 | 2023 | 2024 |
| ------------------------ | ---- | ---- | ---- | ---- | ---- | ---- | ---- | ---- | ---- |
| Mailand–Sanremo          | –    | 49   | 29   | –    | 33   | –    | 101  | –    | 55   |
| Flandern-Rundfahrt       | 77   | 15   | 21   | 42   | –    | –    | DNF  | –    | 78   |
| Paris–Roubaix            | 38   | 5    | 41   | 84   | –    | 4    | –    | 36   | DNF  |
| Lüttich–Bastogne–Lüttich | –    | 78   | –    | –    | –    | –    | –    | –    | –    |
| Lombardei-Rundfahrt      | –    | 3    | DNF  | 19   | 57   | –    | –    | DNF  | –    |